# Тоговщинская промзона
Координаты: 58°03′46″ с. ш. 38°47′27″ в. д.

Тоговщинская промышленная зона — промышленный район в городе Рыбинске Ярославской области. Площадь промзоны около 200 Га. На юге ограничена проспектами Ленина и Серова, на западе — бульваром Победы, на востоке — улицами Новая и Танкистов, на севере — рекой Волга. Граничит с микрорайонами Северный, Западный, Прибрежный и Веретье-1.

## История
Название происходит от деревень Тоговщина и Большая Тоговщина, находившихся на месте промышленной зоны.
Как промышленный, данный район начал складываться с постройки катерозавода (сейчас это завод «Вымпел») в 1930 году и Рыбинского завода приборостроения в 1951 году.
В советское время на территории промзоны функционировал строительный трест № 16 с домостроительным комбинатом. В 1990-е трест распался, часть территории была застроена жилыми домами (относимыми теперь к Северному микрорайону), на остальной располагаются магазины и мелкие предприятия.

## Современное состояние
В Тоговщинской промышленной зоне располагаются несколько крупных предприятий и организаций, а также небольшие производственные, строительные, сервисные, торговые фирмы. Присутствует небольшое количество гаражных массивов и автостоянок.

### Предприятия
- ОАО "Судостроительный завод «Вымпел»
- Рыбинский завод приборостроения
- ОАО «КБ „Луч“»
- ОАО «НПФ „Старт“»
- ЗАО «РАМОЗ»
- ЗАО «Юникомм»
- ПАТП № 3
- ГАТП № 2
- Очистные сооружения водоканала ОСВ-2

### Торговля
В промышленной зоне находится много торговых учреждений, специализирующихся в основном на строительных материалах. Наиболее крупные:
- Торговый комплекс «Авангард»
- Строительный рынок «Снабженец»
- Компания «Базис-плюс» (металлопрокат)
- Компания «Орион» (металлопрокат)
- Группа компаний «Энергосфера» (Электротехническая продукция)

### Транспорт
По проспектам Ленина и Серова проходят основные городские автобусные и троллейбусные маршруты с высокой интенсивностью движения. В глубину промышленной зоны заходит только автобус № 6, двигающийся по улицам Академика Губкина и Танкистов.
Через промзону проходит дублер проспекта Ленина — улицы академика Губкина и Большая Тоговщинская, на северо-западе связывающая промзону с микрорайоном Прибрежный, на юге — с микрорайоном Северный и далее с городским центром. Суммарная ширина — 2-3 полосы.
В промзоне имеется функционирующая железнодорожная ветка.